# Мария Тарновская
Мария Николаевна Тарновская, родена графиня Мария Николаевна О'Рурк (* 9 юни 1877, Полтава, Руска империя, † 23 януари 1949, Санта Фе, Аржентина), е руска благородничка. Придобива международна известност, като е изправена на съд за подстрекателство към убийството на един от нейните любовници. Процесът ѝ във Венеция през 1910 г. и последвалата присъда привличат вниманието на медиите от двете страни на Атлантика и стават предмет на различни книги на автори като Ани Виванти, Ханс Хабе и др.

## Произход
Тя е дъщеря на граф Николай Морицович О'Рурк (* 1834, † 1916), руски морски офицер от ирландски произход, и на втората му съпруга Екатерина Петровна Селецкая (* 1850, † 1905), дворянка от казашки произход.

## Биография
След като завършва Института за благородни девици, Мария се запознава с Василий Василиевич Тарновский (* 1872, † 1932), най-големият син на известния производител на захар и филантроп Василий Василиевич Тарновский. Родителите са против връзката им. Двамата се женят тайно и родителите им трябва да приемат брака. След брака тя променя фамилията си на „Тарновская“. През 1897 г. Мария ражда първия им син Василий. Съпругът ѝ напълно я игнорира и по време на раждането на сина им не е до нея, а пие в бар. 
Мария пътува много, защото вярва, че това ще ѝ помогне да се справи с болестите си. По време на пътуването си до Генуа, в опит да лекува болестите си, се разболява от коремен тиф. Това е следствие от психологическото ѝ състояние и от гинекологичните ѝ заболявания. Тя отново забременява и ражда дъщеря Татяна (* 1899, † 1994). По-късно съпругът ѝ бяга и заживява с балерина. Неговият по-малък брат Петър се самоубива поради несподелената си любов с Мария. 
Мария Търновская винаги е била на ръба на лудостта. Мнозина са шокирани и не вярват, че тази висока, интересна жена с кестенява коса и сладък чувствен глас, елегантна и изискана, посещаваща големите салони на Европа, е в състояние да измисли престъпления. Лекарите твърдят, че семейството ѝ има психически проблеми. Пристрастена е към наркотиците като етер, морфин и кокаин, и дори приема смъртоносни дози. Лекува се от бяс след ухапване от куче, което също води до усложнения за нервната ѝ система. Лекарите смятат, че всичките ѝ проблеми произтичат от гинекологични заболявания. Когато неофициално се разделя с граф Тарновский, Мария се споразумява с него синът им Василий да остане при нея, а дъщеря им Татяна – при него. Тя е много близка със сина си, и тази ѝ близост е използвана пред съда от лекарите и адвокатите като повод. Мария също страда от клаустрофобия, като не харесва стаи със затворени врати, защото вярва, че от другата страна на вратите има мъртви хора. Всъщност тя е психопат.

### Любовници и престъпление
Мария Тарновская има много любовници, сред които е и Стефан Боржевский, с когото живее в семейното имение, докато съпругът ѝ е в Киев. Тя стреля по Боржевский с пистолет и го ранява смъртоносно във врата. Съпругът ѝ е поставен под домашен арест, а след процеса е оправдан. 
Мария има връзка с граф Павел Голенищев-Кутузов-Толстой, далечен роднина на съпруга ѝ. Между съпруга ѝ и Голенищев има дуел с мечове, който завършва без резултат. 
„Черната вдовица“, както наричат Мария Тарновская, предизвиква самоубийството на барон Владимир Щал, който се влюбва безпаметно в нея. Той напуска семейството си и я води в Ялта. Праща ѝ наркотични вещества, за да се справя тя със силната болка. Праща ѝ и писма, в които изразява своята преданост. Мария е смятана за изключително страстна жена, омайваща дори присъстващите на процеса. Барон фон Щал застрахова живота си на името на Тарновская и се самоубива два дена по-късно.
Любовник на графинята е и Донат Прилуков, московски адвокат, специалист по търговски и граждански дела. Той дълго устоява на чара ѝ. Прилуков я води в Москва и наема имение за нея на ул. „Садовая-Кудринская“. Тарновская, с любовта си към лукса, му струва средно по 4000 рубли на месец. В крайна сметка Прилуков изоставя жена си и трите им деца, открадва пари от клиенти (80 000 рубли) и отвежда Тарновская във Френски Алжир. Когато парите свършват, влюбените започват да мислят как да запълнят бюджета. По това време богатият граф Павел Евграфович Комаровский и болната му съпруга Емилия почиват във Френски Алжир. Комаровский веднага се заинтересува от Мария. Той се занимава с благородни дела: организатор е на конгреса на руските пожарникари, любител е на изкуството, дарител е на провинциалния музей в Орлов и е собственик на голяма библиотека. След смъртта на съпругата си Комаровский предлага брак на Тарновская. Тя обещава да свърже съдбата си с него веднага след развода си. Двамата отиват в град Орел. След като представя Мария на роднините си, Комаровский отива във Венеция, за да купи там дворец, където желае да я настани. В Орел Тарновская има нов млад любовник – дворянина Николай Наумов, син на пермския губернатор. Той се влюбва в нея веднага и страстно, и дори написва стихотворение в нейна чест, където се заклева да ѝ бъде верен до гроб. Тя лесно го манипулира, както и всички останали. Наумов е млад мъж с наследствени психологически проблеми, които също са свързани с травмата, която преживява при удавяне в река Волга, когато е на 16 години. Той също е алкохолик, а Мария е склонна към мазохизъм. 
Тарновская и Прилуков решават да ограбят граф Комаровский и след това да го убият по начин, който да не събуди подозрение. Граф Комаровский дава на Мария 80 хил. рубли; изготвя застрахователна полица на нейно име за 500 хил. франка и ѝ завещава цялото си движимо и недвижимо имущество. Мария Николаевна настоява в застрахователния договор да бъде включена клауза, според която тя да може да получи всички пари в случай на насилствена смърт на графа. От този момент нататък съдбата на графа е решена. Той е ранен на 4 септември 1907 г. в дома си във Венеция от Николай Наумов – любовник на Мария. На втория ден Комаровский умира и полицията задържа Наумов във Верона, Донат Прилуков във виенски ресторант, а Мария Тарновская и нейната камериерка Елиза Пере във влака за Виена. Тарновская е хвърлена във венецианския затвор „Джудека“ в очакване на процеса. 

### Процес и присъда
Разследването се проточва две години и половина. Разпитани са 250 свидетели, привлечени са 22 вещи лица, включително 9 психиатри. Работата на италианското правосъдие води до 34 тома на три езика: руски, италиански и френски. Процесът, известен на местно ниво като „Руският казус“ (il Caso russo), започва в петък, 5 март 1910 г., и продължава до 20 май същата година. Проведени са 48 съдебни заседания. По време на процеса присъстват видни личности: актьори и херцoзи.
Защитата заявява, че основната причина за разочарованието на Тaрновская е, че тя никога не е срещала наистина мил, всеотдаен и честен човек. Защитата се опитва да оправдае действията ѝ със зависимост и болест.
Камериерката ѝ Елиза Перие е оправдана. Николай Наумов е осъден на 3 години и 4 месеца затвор, Мария Тарновская - на 8 години и 4 месеца, а Донат Прилуков - на 10 години. Тарновская е преместена в затвор в град Трани в Южна Италия, където остава до юни 1915 г., когато е освободена предсрочно за примерно поведение.

### Последни години и смърт
Разказите за живота на Мария Тарновская след освобождаването ѝ са оскъдни. Известно е, че в компанията на американски дипломат тя емигрира в Южна Америка малко след освобождаването си под псевдонима „Никол Ръш“ (на англ. Nicole Roush). През 1916 г. живее в Буенос Айрес с новия си любовник – французина Алфред дьо Вилмер и нарича себе си „Мадам дьо Вилмер“. Има сведения, че държи магазин за продажба на коприна и бижута.
Алфред дьо Вилмер умира през 1940 г. Мария умира на 23 януари 1949 г. на 71-годишна възраст. Тялото ѝ е върнато обратно в Украйна (тогава СССР), където е погребана в семейната гробница.
Италианският режисьор Лукино Висконти работи върху филм, наречен „Процесът над Мария Тарковская“, който никога не е заснет.